# Donny
Donny was een hoofdzakelijk Brugse familie, afkomstig uit Schotland. Verschillende leden van deze familie speelden een niet onbelangrijke rol op verschillende domeinen.

## André Donny
De Schot André Donny werd ca. 1670 geboren in het havenstadje Garmouth in het district Moray, in Noordoost-Schotland. Hij emigreerde op het einde van de zeventiende eeuw en vestigde zich in Brugge. Zijn katholiek geloof kan een reden zijn geweest om zich op het vasteland te vestigen. Het is daarbij niet uitgesloten dat hij militair was en, na de Glorious Revolution in 1688, niet meer naar Schotland wenste terug te keren. Veel van de soldaten van de verslagen en afgezette koning James II sloten zich, om den brode, aan bij Pruisische, Habsburgse of Franse legers en namen deel aan de intense activiteiten en gevechten die zich tijdens de Negenjarige Oorlog voordeden. 
Hij trouwde in oktober 1698 in Brugge met Marie van Meulebeke (1674-1723) en in november 1725 met de heel jonge Scolastica Inghels (1704-1768). Uit beide huwelijken sproten in totaal negen kinderen, onder wie:
- Jacques Donny (1700-1733),
- François-Joseph Donny (1710).

Als beroep koos hij dat van glazenmaker en glazenier en vestigde zich in de Riddersstraat. Zijn zoon Jacques kwam hem hierin bijstaan. Het was een aanzienlijke tegenslag toen in 1733 vader en zoon kort na elkaar overleden. De twee weduwen zetten de zaak verder vanuit hun winkel in de Academiestraat. De kleinzoon André-Adrien Donny volgde hen op. Hij werd gouverneur van de gilde van beeldenmakers Sint-Lucas.

## Genealogie
- André Donny (ca. 1670-1733) x Maria van Meulebeke (1674-1723, xx Scolastica Inghels (1704-1768), glazenier - Ze hadden 9 kinderen.
  - Jacques Donny (1700-1733) x Catharina Bouckaert, glazenier.
    - Charles Donny († 1799).
    - André-Adrien Donny (1725-1801) x Thérèse de Schrijver, glazenier.
      - François-Jean Donny (1764 - Oostende, 1809) x Marie-Constance van der Heyden (°Oostende, 1765). Hij werd notaris in Oostende.
      - André-Charles Donny (1771-1852) x Brunona van Severen (1771-1818), wonend in de Smedenstraat. Zoals heel wat leden van de familie Van Severen werd hij veehandelaar.
        - Thérèse Donny (1802-1868) x Louis Van Lede (1796-1870), lijnwaadhandelaar, stadhouder van de Gilde van Sint-Sebastiaan van handboogschutters.
        - André-Auguste Donny (1802-Sint-Andries, 1873) x Anna van Severen (1808-1891).
          - Louis Donny († Sint-Andries, 1917).
          - André Donny († Oostkamp, 1912).
          - Marie-Louise Donny (1836-1919) x Louis van de Walle (1825-1888). Hij was advocaat.
            - Marie-Jeanne van de Walle x Octave Landas (Kuurne, 1857 - Kortrijk, 1929). Hij was advocaat, gemeenteraadslid van Kortrijk, provincieraadslid en bestendig afgevaardigde.
            - Leon van de Walle (Brugge, 1868 - Ukkel, 1928) x Josepha Janssens (Oostende, 1867 - Brugge, 1921), xx Rose Van Maele (Roeselare, 1882 - Ukkel, 1971).

      - Albert-François Donny (1773-1817) x Marie-Louise de Villegas (1771-1846). De echtgenote was de onechte, in 1801 wettelijk erkende dochter, van jonkheer Jean-Baptiste de Villegas (1721-1805) en Anne-Marie Peperzeele (1745-1818).
        - Auguste-Ferdinand Donny (1807-1884) x Mathilde Mulle (1813-1879). Hij werd luitenant-generaal en vleugeladjudant van koning Leopold II.
          - Albert-Ernest Donny (Brussel, 1841 - Elsene, 1923) x Juliette Elsen (1844-1877). Hij werd eveneens luitenant-generaal en vleugeladjudant van de koningen Leopold II en Albert I. Hij bracht een aantal jaren door in Belgisch Congo en publiceerde heel wat over deze kolonie. In 1912 werd hij opgenomen in de Belgische erfelijke adel met de bij eerstgeboorte overdraagbare titel baron. Zijn wapenspreuk luidde: Pro Fide, Pro Rege.[2]
            - Baron Léopold Donny (1868-1935) x Marguerite Barbanson (1870-1957), directeur bij het Ministerie van Buitenlandse Zaken.
              - Baron Jacques-Harold Donny (Brussel 1894 - Stuttgart 29  februari 1944) x Ghislaine Rens (Geraardsbergen, 1904 - Brussel, 1996). Oud-strijder van de Eerste Wereldoorlog, kaderlid bij Sofina, trad hij toe tot het Verzet als lid van het netwerk 'Comète', werd gearresteerd en gefusilleerd in Duitsland.
              - Robert Donny (Brussel, 1895, gesneuveld Landegem, 13 oktober 1914).
              - Baron Albert Donny (Brussel, 1900-1977) x Godelieve Maskens (Sint-Gillis, 1905 - Verbier, 2008), xx Louise de Wouters d'Oplinter (Brussel, 1907 - Ottignies, 1984). Luitenant-kolonel Donny verkreeg de titel baron in 1923. Tijdens de Tweede Wereldoorlog nam hij deel aan het Verzet.
                - Paule Donny (Sint-Gillis, 1926- ), dite Moyra, x Yves Pecsteen de Buytswerve (Brussel, 1919 - Anderlecht, 1991), cineast.
                  - Sybille Pecsteen de Buytswerve (° Ukkel, 1956) x Carlo Lovera di Montarnove e di Lausetto (° Turijn, 1947).
                  - Marc Pecsteen de Buytswerve (° Ukkel, 1961), ambassadeur, x Cathleen de Kerchove d'Exaerde (° Etterbeek, 1964).
                  - Nathalie Pecsteen de Buytswerve (° Ukkel, 1969) x Guillaume de Marchant et d'Ansembourg (° Leuven, 1964).

    - Charles-Benoît Donny (1730-1799) x Isabelle van Eeckhoutte (1738-1796). Hij was klerk van de vierschaar, notaris (1749-1796) en pleitbezorger. Ze kregen 8 kinderen.
      - Charles-Joseph Donny (1765-1838) - zie hierna.
      - Jean-Joseph Donny (1767-na 1838) x Marie-Josèphe Christiaens - zie hierna.
        - Désiré Donny (1798 - Schaarbeek, 1861) x Adelaïde Schwartz, kunstschilder, vertegenwoordiger van de romantiek, werkzaam in Brugge, Brussel en Frankfurt am Main.

      - Henri-Joseph Donny (1770-voor 1838) x Jeanne Herrens (1780-na 1838). Hij werd bediende bij het Brugse gemeentelijk octrooibureau en bij het Bureel van Weldadigheid.
      - Jacques-Antoine Donny (1773-1856) x Amelberga Tuynman. Hij was brouwer in Brugge, vervolgens politiecommissaris in Sint-Niklaas. Hij was stichtend lid van de loge La Réunion des Amis du Nord.

  - François-Joseph Donny (° 1710) x Geneviève de Somer - Ze hadden 13 kinderen.
    - Jean-François Donny (1739-1783) x Anna van den Heede, chirurgijn.
      - François-Jean Donny (1764-1809) x Marie-Constance van der Heyde, notaris in Oostende.
        - François Constantin Donny (Oostende, 1791 - Gent, 1872) x Anne Tribou, doctor in de rechten, ontvanger, volksvertegenwoordiger, advocaat-generaal bij het hof van beroep in Gent.
          - François-Marie Donny (Oostende, 1822 - Gent, 1896) x Emma Baertsoen (1828-1895) - Ze hadden 11 kinderen. Hij kreeg van zijn vader een uitgebreide, vooral artistieke en wetenschappelijke opleiding en werd hoogleraar scheikunde aan de universiteit van Gent.

        - Théodore Donny (Oostende, 1793 - Brugge, 1848) x Sophie Van Daele. Hij was industrieel, schepen van Ieper, provincieraadslid en bestendig afgevaardigde van West-Vlaanderen. Politiek stond hij bekend als orangist en liberaal.

## Jean-Joseph Donny
Jean-Joseph Donny, zoon van Charles-Benoît Donny, stond zijn vader bij in zijn activiteiten van klerk van de vierschaar. In 1792 werd hij door zijn vader afgedankt nadat hij in november, tijdens de eerste inval van de Franse troepen, op militante wijze de kant van de Franse Revolutie had gekozen. Als eerste van de familie was hij lid geworden van de 'Jacobijnse Club' en speelde er een actieve rol in.
Samen met een paar andere leden van de 'Club', reisde hij in december 1792 naar Rijsel om er in de leer te gaan bij de lokale 'clubisten', hoe men verkiezingen moest organiseren en winnen. Toen het trio in Brugge terugkwam, stelden hun collega's met ongenoegen vast dat ze, als enige documentatie, de teksten van enkele revolutionaire liederen meebrachten. Zo meldde het althans de kroniekschrijver Jan van Hese.
In januari 1793 werd Donny voorzitter van de 'Club' en tegen het einde van de maand reisde hij, samen met een paar andere 'clubisten' naar Parijs. Ze meldden er zich aan op een bijeenkomst van de 'Convention' en namen er kennis van het decreet van 15 december 1792 waarbij onze gewesten bij Frankrijk werden gevoegd. Het trio kwam triomfantelijk met de tekst naar Brugge terug en las de tekst voor in een publieke vergadering van de 'Club'. Op 25 februari 1793 organiseerde de 'Club' een volksvergadering in de Onze-Lieve-Vrouwekerk. Donny fungeerde als secretaris. Volgens de methode in Rijsel aangeleerd en onder druk van aanwezige Franse militairen, werd door de kleine groep aanwezigen eenparig de aanhechting bij Frankrijk goedgekeurd. 
Begin maart 1793 kwam Brugge weer onder Oostenrijks gezag en Donny behoorde tot de Bruggelingen die naar Frankrijk vluchtten. Hij nam dienst in een Franse legereenheid. Na de terugkeer van Brugge onder Frans gezag werd hij griffier bij het vredegerecht. In 1811 werd hij benoemd tot keizerlijk procureur in Groningen, maar nog hetzelfde jaar werd hij op verzoek van minister van Justitie Cornelis Felix van Maanen ontslagen, onder de beschuldiging van afpersing en van andere ambtelijke misdragingen. Hij vestigde zich dan maar als advocaat in Brussel. In 1828 werd hij tot rechter benoemd in Kortrijk, maar het jaar daarop al werd hij afgezet, nadat het assisenhof van Brabant hem had veroordeeld vanwege onregelmatigheden in een faillissementsdossier. Er werd verder niets meer over hem vernomen.

## Charles-Joseph Donny
De oudste zoon van Charles-Benoît Donny, Charles-Joseph-Henri Donny (Brugge, 1765 - 25 juni 1838), behaalde zijn diploma in de rechten in 1784 en vestigde zich als advocaat in Brugge. Zoals zijn broer Jean-Joseph werd hij in 1792 lid van de Brugse Jakobijnse Club, maar hield er zich op de achtergrond. Voor deze discretie werd hij door de Oostenrijkers bedankt en tijdens hun laatste periode van zeggenschap benoemden ze hem op 25 juli 1793 tot pensionaris van de stad Brugge, functie die hij uitoefende tot aan de afschaffing van de 'Oostenrijkse' gemeentebesturen in 1795.
Onder het Frans bewind werd hij in 1799 lid van de arrondissementsraad en bleef dit tot in 1809. Hij bleef ook als advocaat werkzaam, en toen dit beroep in 1804 weer officieel hersteld werd kwam hij, tot in 1814, op het jaarlijkse tableau van advocaten voor. Hij ging toen in Brussel wonen en ontpopte er zich tot een actieve tegenstander van het nieuwe Verenigd Koninkrijk. In een pamflet onder de titel Belges vous dormez hekelde hij het feit dat het de koning was en niet het volk die een nieuwe grondwet opstelde. In 1815 publiceerde hij een tweede pamflet, Les habitans de la lune, waarin hij het aan de kaak stelde dat de Belgen benadeeld werden tegenover de Noord-Nederlanders.
Vanaf 1815 woonde hij weer in Brugge en was hij opnieuw advocaat. In 1817 trad hij op als raadsman voor de Engelse heren George Crauford en James McLeod, die schuldeisers waren van de in 1800 opgedoekte Oostindische Compagnie. Hij eiste dat de regering de schulden van de vroegere compagnie zou vereffenen. Toen hij geen gehoor kreeg, publiceerde hij een pamflet waarin hij het hele verhaal uit de doeken deed. Hij maakte ervan gebruik om ook schampere opmerkingen te maken over koning Willem en de regering. Hij werd daarop, samen met zijn cliënten, gearresteerd op beschuldiging van majesteitsschennis. Na drie maanden hechtenis besliste de rechtbank dat dit een voldoende straf was en werd hij vrijgelaten. De procureur-generaal ging hiertegen echter in beroep en door het assisenhof van Brabant werd Donny tot drie jaar gevangenis veroordeeld. Vanaf juni 1818 ging hij de cel in.
Vanuit de gevangenis stuurde hij een Requête en révision à S. E. Monsieur le Ministre de la Justice, die zonder gevolg bleef. Hij schreef ook een pamflet onder de titel Marie-Thérèse et Guillaume premier, maar zijn papieren werden in beslag genomen en waarschijnlijk vernietigd. Nadat hij vrij kwam werd hij opnieuw advocaat, maar liet nog weinig van zich horen. In de woelige periode tijdens de jaren 1829-1930, die leidde tot de scheuring in de Nederlanden, was hij geen actieve deelnemer meer.
De vrijgezel Donny woonde veel jaren in de Freren Fonteinstraat en de Jozef Suveestraat. In 1803 bouwde hij een majestueus buitenverblijf, het kasteel Leyselebeek in Sint-Michiels.
Hij was een overtuigde voorstander van de verfransing, vanwege de universaliteit van de Franse taal. Het Nederlands beschreef hij in een van zijn pamfletten als het krassen van kikvorsen.
Toen hij stierf werd er in Brugge nogal over gepraat dat hij op zijn sterfbed niet had willen biechten noch het sacrament van de stervenden ontvangen. Het belette niet dat hij met een plechtige dienst in de Onze-Lieve-Vrouwekerk werd begraven en dat bovenaan de doodsbrief een kruisje prijkte.

## Voetnoot
1. ↑   Tenzij anders vermeld is de stad Brugge de meest waarschijnlijke geboorte- en overlijdensplaats, zeker voor de achttiende-eeuwse naamdragers hierna vermeld.
2. ↑   De adellijke tak Donny is in 1977 uitgedoofd in de mannelijke lijn, bij de dood van luitenant-kolonel Albert Donny.
3. ↑   In dit artikel zijn twee kleine errata te verbeteren. De genaamde Charles Donny, vermeld als Charles-Henri en verder als Charles-Benoit (1865-1838) heette in werkelijkheid Charles Joseph Henri Donny.